# What Silence Hides
What Silence Hides — перший студійний альбом швейцарського метал-гурту Dreamshade, виданий 25 січня 2013 року лейблом Spinefarm. Продюсером альбому став Етан Дженіні, над мікшуванням працювали Фредрік Нурдстрем та Генрік Удд. Оформленням займався Колін Маркс.
До двох пісень з релізу було відзнято відеокліпи — Miles Away та Eternal.

## Список пісень
| #   | Назва                  | Тривалість |
| --- | ---------------------- | ---------- |
| 1.  | «What Silence Hides»   | 4:47       |
| 2.  | «As Serenity Falls»    | 4:09       |
| 3.  | «Revive in Me»         | 4:40       |
| 4.  | «Wide Awake»           | 3:36       |
| 5.  | «Eternal»              | 4:54       |
| 6.  | «Miles Away»           | 5:16       |
| 7.  | «Only Memories Remain» | 4:07       |
| 8.  | «DeGeneration»         | 4:12       |
| 9.  | «Erased by Time»       | 4:27       |
| 10. | «Open Wounds»          | 4:28       |

## Список учасників
- Енріко Кастеллі — вокал
- Фернандо Ді Чікко — гітара, вокал
- Рокко Ґ'єльміні — гітара
- Іван Мочча — бас-гітара
- Серафіно Кйомміно — ударні
- Равірак Пеллегріні — клавішні